# Paulette (Vorname)
Paulette  ist ein weiblicher Vorname.

## Varianten
- Pauletta (Nebenform zu Paulette)

## Herkunft und Bedeutung
Paulette ist eine weibliche Form von Paul und zugleich ein Diminutiv von Paula.

## Namenstag
- 26. Januar

## Namensträgerinnen
- Paulette Brupbacher (1880–1967), Schweizer Ärztin und Sexualreformerin
- Paulette Cooper (* 1942), US-amerikanische Kritikerin der Scientology-Kirche und Buchautorin
- Paulette Doan, kanadische Eiskunstläuferin
- Paulette Dubost (1910–2011), französische Schauspielerin
- Paulette Fouillet (1950–2015), französische Judoka
- Paulette Goddard (1910–1990), US-amerikanische Schauspielerin
- Paulette Jiles (1943–2025), US-amerikanische Schriftstellerin
- Paulette Jordan (* 1979), US-amerikanische Politikerin der Demokratischen Partei
- Paulette Lenert (* 1968), luxemburgische Juristin und Politikerin
- Paulette Libermann (1919–2007), französische Mathematikerin
- Paulette McWilliams (* 1948), US-amerikanische Sängerin (Jazz, R&B, House, Musical und Rockmusik)
- Paulette Schwartzmann (* offiziell 1894; † vermutlich 1953), französisch-argentinische Schachspielerin
- Paulette Wilson (1956–2020), britische Aktivistin für Immigranten-Rechte